# Соукуп, Йозеф Венцеслав
Йозеф Венцеслав Соукуп (чеш. Josef Věnceslav Soukup; 10 февраля 1819[…], Седльчани[…] — 23 июля 1882 или 21 июля 1882, Писек) — чешский композитор, педагог, художник и публицист.

## Биография
Окончил педагогические курсы в Таборе. Несколько лет работал помощником учителя. В 1836—1844 гг. жил и работал учителем в Праге, также учился игре на органе в Пражской школе органистов. С 1844 г. работал учителем в Колине, в 1852 г. недологое время в реальной школе в Таборе. Затем до конца жизни обосновался в городе Писек. В 1860 году стал одним из организаторов Высшей городской женской школы (с 1874 г. её директор). Кроме преподавания в школе, был художником и композитором. Автор многочисленных статей в прессе, нескольких учебников по естественной истории, математике и рисованию.

## Избранные музыкальные произведения
Песни
- Vlastenka
- Čechoslovan
- Hrob dráteníčka
- Věnec drobných písní
- Povzbuzení
- Dárek z pouti
- Červená se zoře
- Lovecká
- Komu, bratři zazpíváme
- Vínek školních písní
- Mladí pastýři betlémští
- Cizinci o štědrém večeru

Духовная музыка
- 2 чешские мессы
- месса C-dur (соло)
- Отче наш (для голоса и органа)
- Церковное пение
- Umučení Páně (оратория)

Клавираусцуг
- Melodienbuch
- Idyly
- Mazurka podunajská
- Leichte polonaise
- Cäcilia (школьный клавир) и др.